# 豐洲市場
35°38′39″N 139°47′01″E / 35.64417°N 139.78361°E

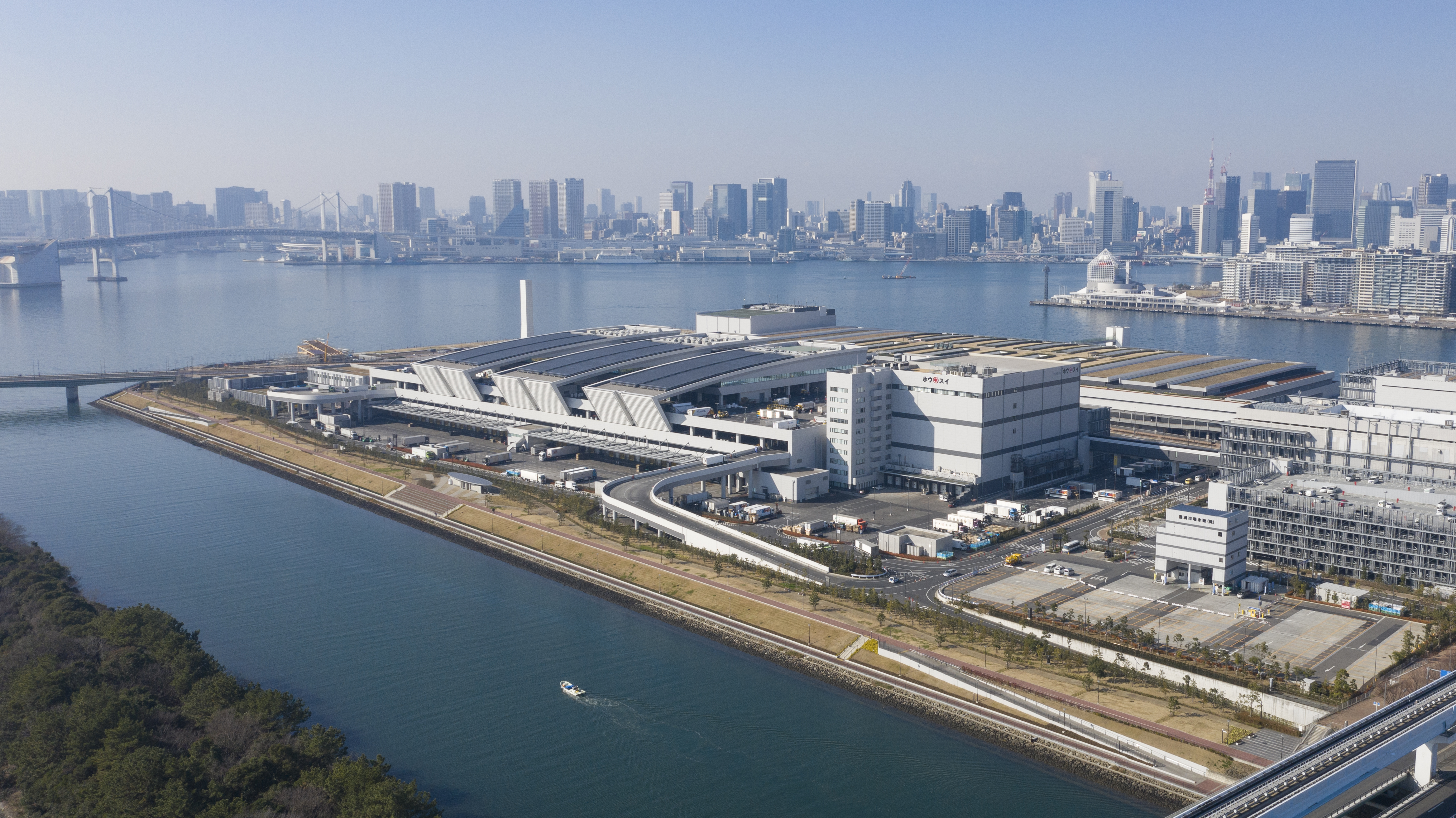
豐洲市場（攝於2020年1月）

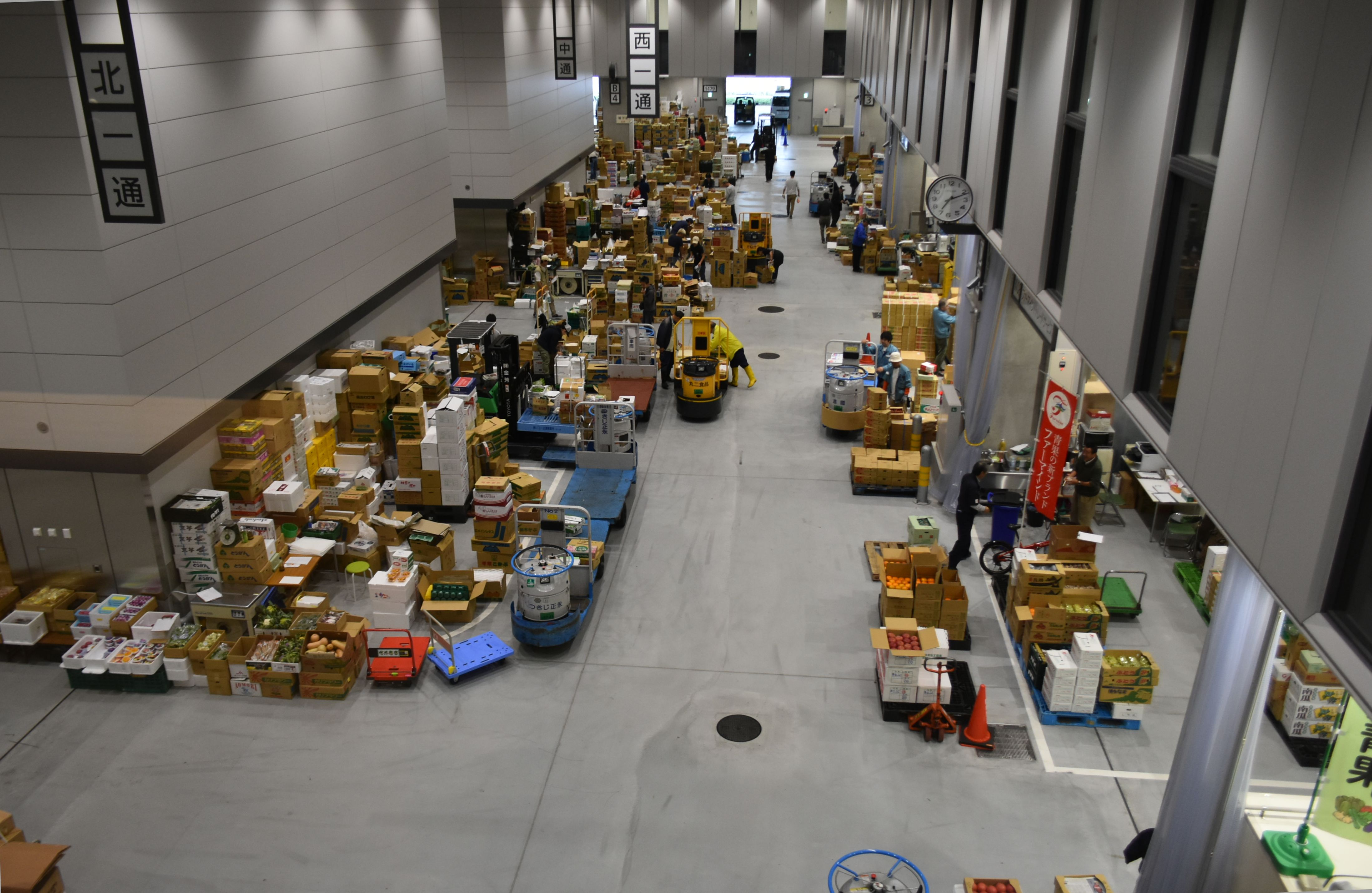
拍賣場

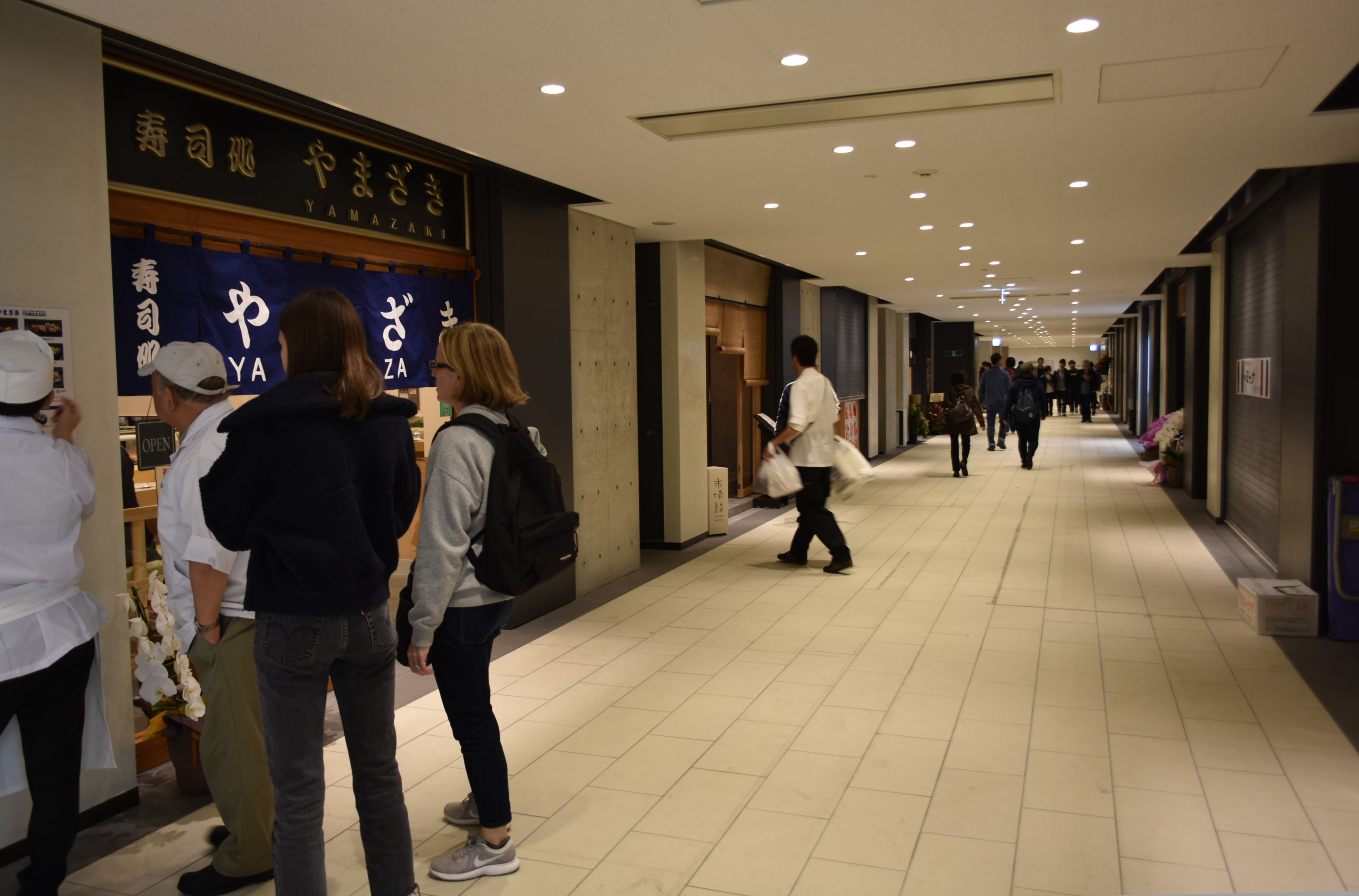
市場內的餐飲店

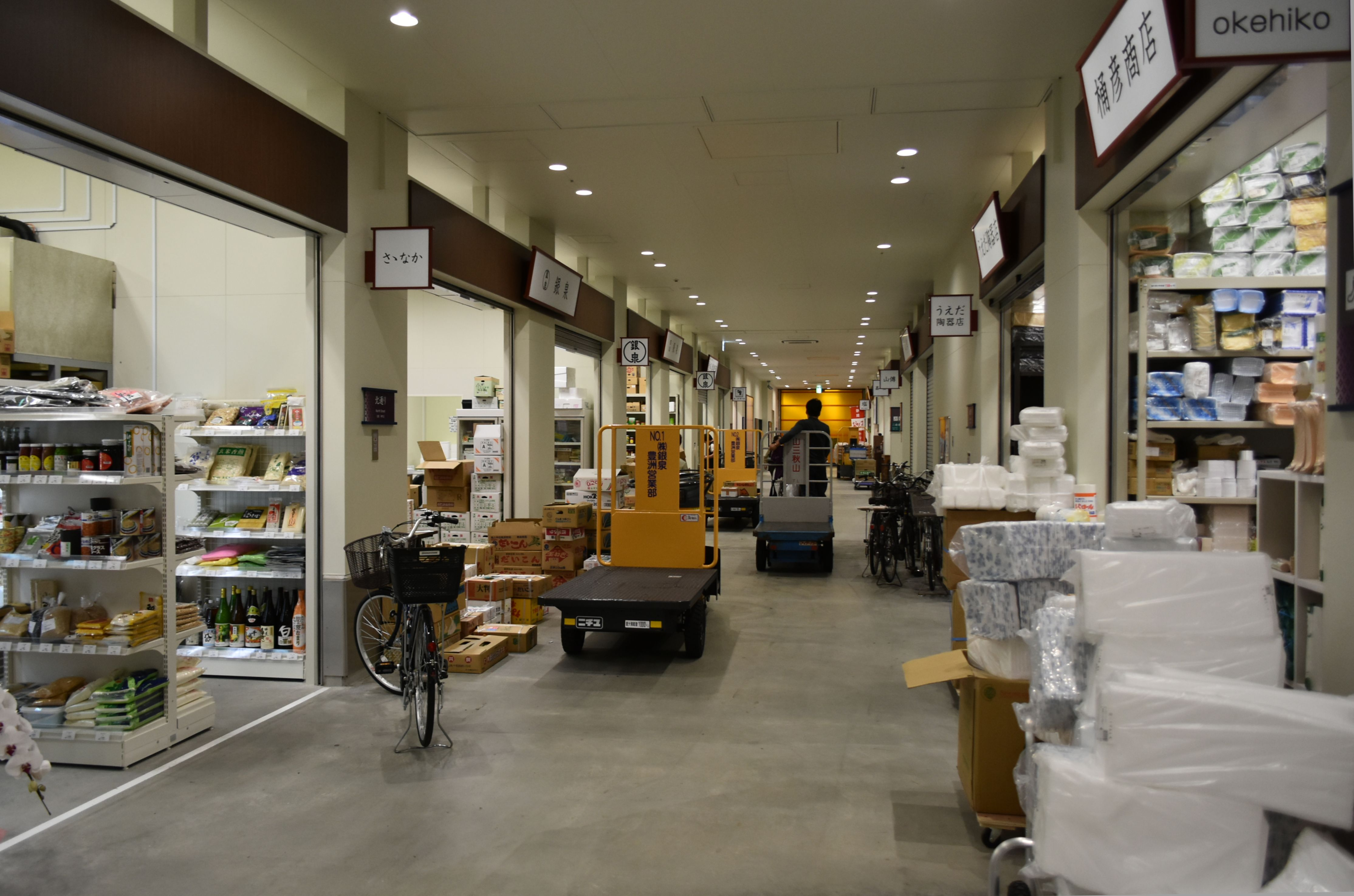
豐洲市場3樓商店

豊洲市場（日语：／ Toyosu shijō ?）是日本東京都的中央批發市場之一，位於東京都江東區豐洲，乃為取代築地場內市場的機能而興建，亦繼承築地場內市場所擁有全世界營運規模最大鱼市的地位。2014年2月28日動工，原定2016年（平成28年）11月7日啟用，但因場址存有安全疑慮而延期到2018年（平成30年）10月11日啟用。

## 沿革

### 建場背景
1935年設立於中央區築地的築地市場，由於建築與設施老舊且腹地狹窄，已經不敷需求，因而有將該市場就地重建、或易地興建的構想。

### 建場過程
2004年，東京都政府與築地市場的業者成立新市場建設協議會，並於同年7月擬定《豐洲新市場基本計畫》，正式確定在豐洲新建市場，並預定於2014年將築地市場的機能轉移至新市場。
但是，豐洲新市場的用地原有東京瓦斯的煤氣廠，土壤及地下水受有害物質污染，因而有築地市場的業者發起反對遷移。為解決土壤污染問題，2012年開始進行整治計劃，在用地上覆蓋4.5米高的無污染土壤。
2006年3月27日，百合鷗號延伸路線至豐洲，其中一座最靠近豐洲新市場的車站命名為「市場前站」。
2015年7月17日，東京都政府與築地市場的水產品、蔬果批發、中盤商和零售業等代表協調後，決定新市場定名為「豐洲市場」。原計劃自2016年11月3日休市四天搬遷、11月7日啟用，但因部分場內商家對於豐洲市場的土壤與地下水污染仍有疑慮，2016年8月上任的東京都知事小池百合子於8月底宣布延後搬遷計劃，待地下水污染調查結果公佈後再決定搬遷日期。
2017年12月20日，東京都與築地市場的業界團體協商後，正式決定於2018年10月11日啟用豐洲市場。

### 市場啟用
築地市場在2018年10月6日的最終營業日後，場內商家開始連日搬遷至豐洲市場。除了批發業者之外，包括吉野家一號店在內等關聯型店家的築地市場場內商店街「魚河岸橫丁」也同步搬遷。
2018年10月11日，豐洲市場正式啟用，食店營業與對外開放公眾參觀則至10月13日才開始。著名的吞拿魚拍賣預計要到2019年1月15日才開放觀賞。
2024年2月1日，包括多達一百家餐飲的「豐洲外江戶前市場」與溫泉浴的「豊洲千客萬來」正式開放。

## 規劃
豐洲市場劃分為1號館至10號館，購物及美食集中於「水產中介買賣場」，4樓「魚河岸橫丁」有大約70間店舖進駐。市場內設39間食店分布於3個不同建築物，青果棟、水產仲卸賣場棟及管理棟內。

## 圖片

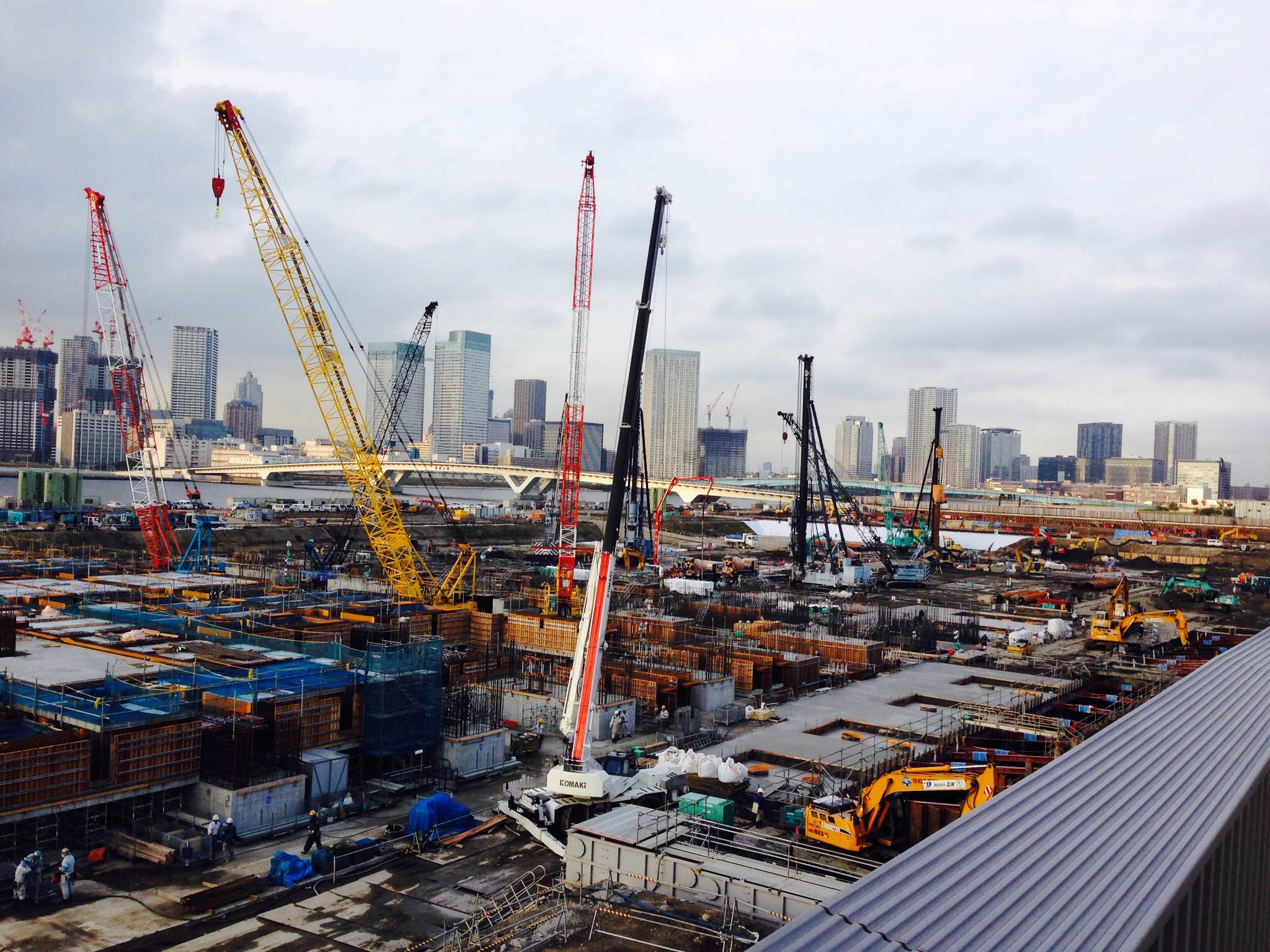
建設中的豐洲市場（2014年10月攝）
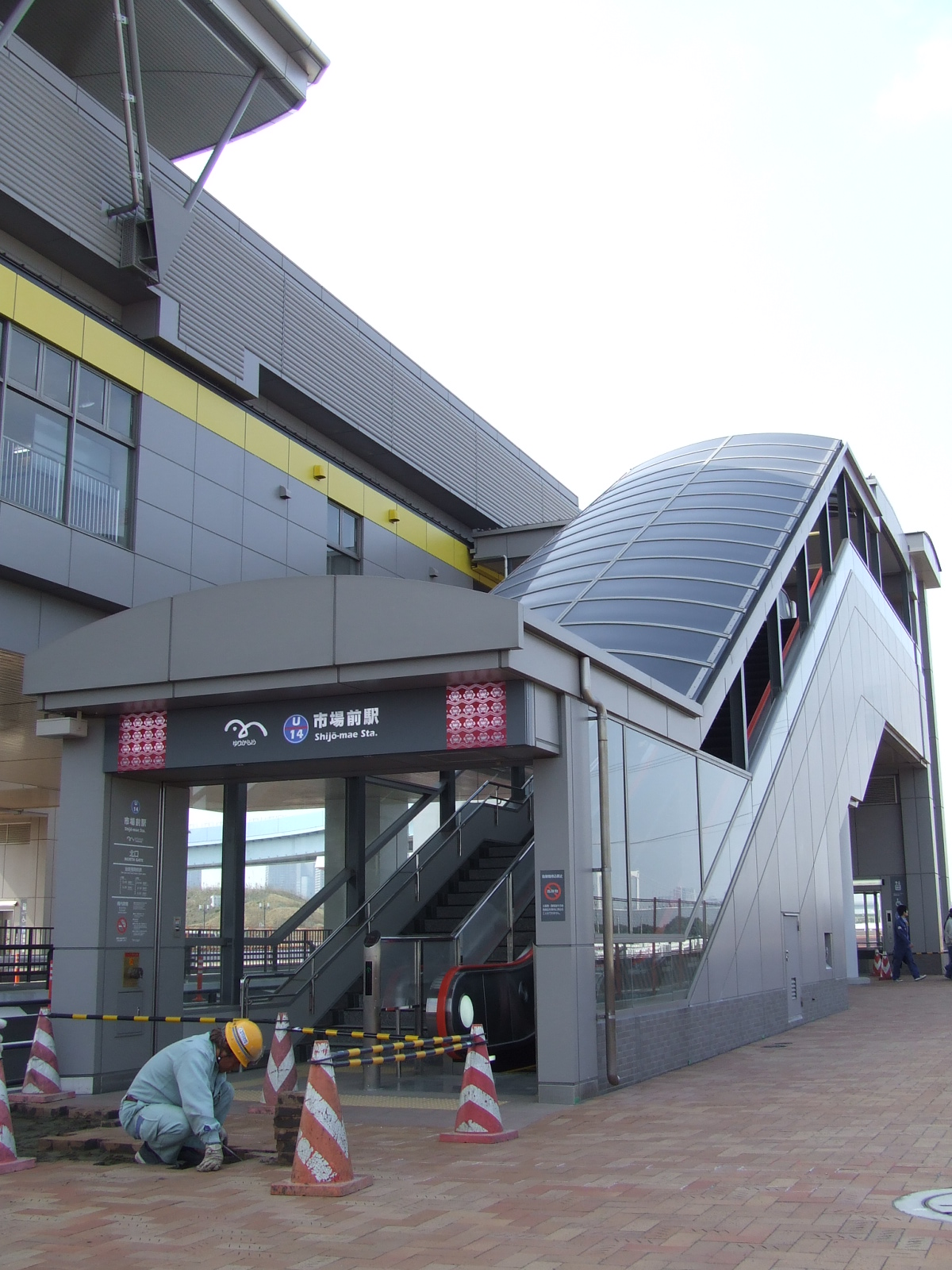
百合鷗號市場前站出入口
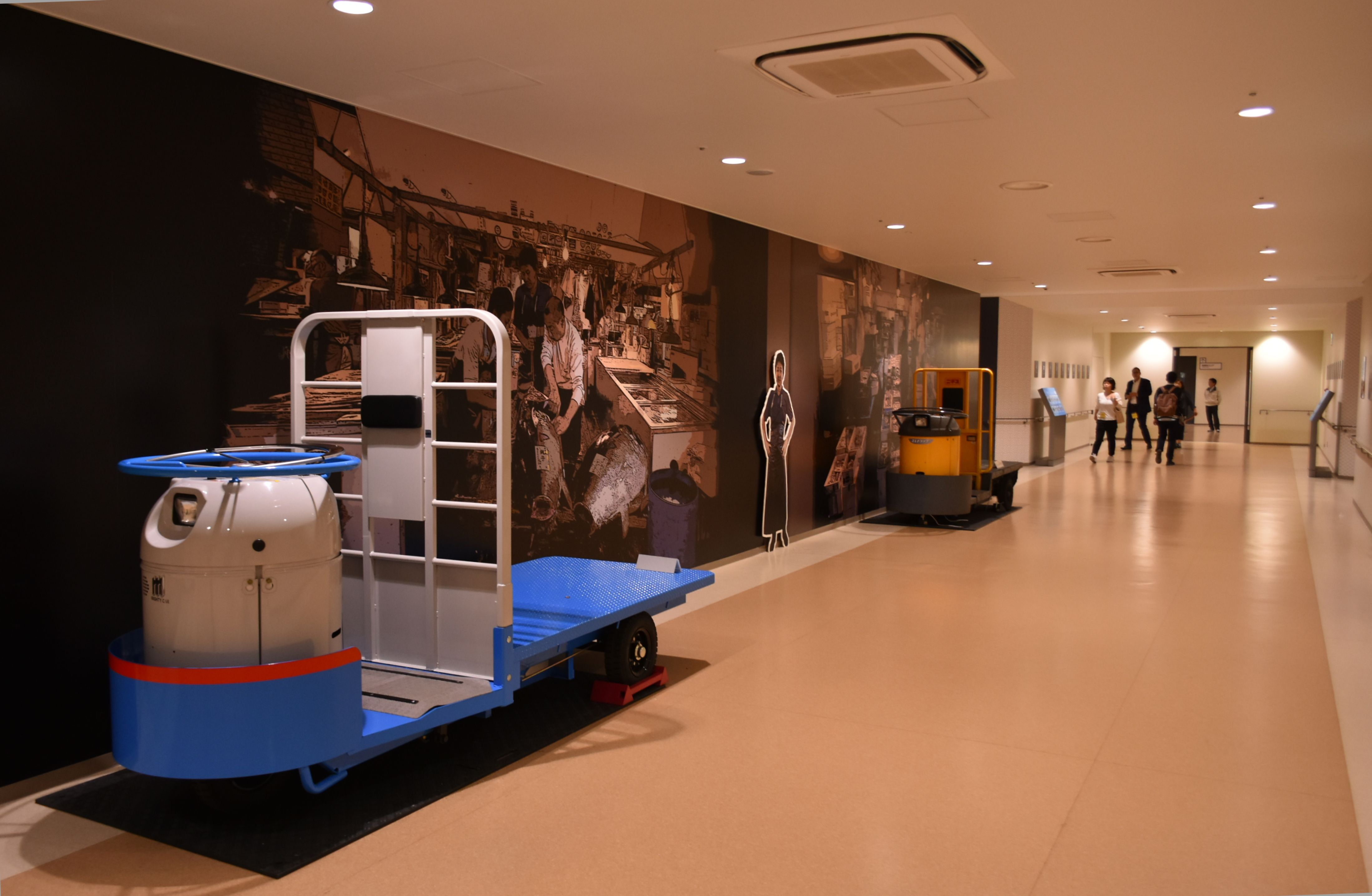
供遊客拍照的運貨卡車（砲塔式卡車（日语：ターレットトラック））

## 外部鏈結
- 豐洲市場簡介（页面存档备份，存于） - 東京都中央批發市場 （日語）
- 魚河岸橫丁（页面存档备份，存于） （日語）